# Pension Lampel
Pension Lampel ist ein deutsches Stummfilm-Lustspiel aus dem Jahre 1915 von Max Mack mit Hanni Weisse und Albert Paulig in den Hauptrollen.

## Handlung
Herr Winter ist ein sehr gefragter und beliebter Tenor. Um endlich ein wenig Ruhe und Erholung zu bekommen, hat er telefonisch in der beschaulichen Pension Lampel ein Zimmer angemietet. Die anderen Pensionsgäste sind buntgemischt: da sind zwei junge Damen sowie der Börsianer Meier und der Arzt Prof. Knochenbruch, dessen Kurzsichtigkeit und Zerstreutheit den anderen allerlei Anlass zum Vergnügen gibt. Schon bei Winters Ankunft bei strömendem Regen am Bahnhof ist es aus mit der Ruhe: die gesamte Damenwelt der Pension Lampel hat sich eingefunden und überschüttet den erholungsbedürftigen Sänger mit Elogen der Bewunderung. Um die schockverliebte, weibliche Anhängerschaft auf Distanz zu halten, ersinnt Winter einen Plan: er gibt vor, bereits verheiratet zu sein und verkleidet sich fortan immer mal wieder als seine eigene Frau Ada. Von nun an muss er sich ständigem Rollen- und Kleiderwechsel hingeben: kaum ist der Tenor entschwunden, taucht à la Charlys Tante Ada Winter auf.
Da Herr Winter ein Auge auf die junge Hilde geworfen hat, die wiederum vom Börsianer Meier bedrängt wird, schickt er sich selbst als Ada Winter vor, um Meier auszustechen. Als Ada poussiert er heftig mit ihm herum, und man verabredet sich schließlich, gemeinsam nach Bozen durchzubrennen. Meier solle schon einmal vorreisen, und Ada wolle nachkommen. Für Winter bedeutet dies „zwei Fliegen auf einer Klappe“. Erstens ist er seine nicht existente Frau los, die immer mehr zwischen ihm und der süßen Hilde zu stehen droht, und zweitens hat er nunmehr seine Angebetete endlich für sich allein. Da offensichtlich weder Meier noch Ada vor ihrer Abreise ihre Rechnung bezahlt haben, beauftragt die Pensionswirtin den Detektiv Habebald, die Spur der beiden Flüchtigen aufzunehmen. Tatsächlich glaubt der Detektiv, die beiden im Bozen aufgespürt zu haben, zumal Herr Meier dort unter dem Nachnamen seiner Angebeteten Ada, nämlich: Winter, weilt.
Währenddessen turtelt Winter mit Hilde als gab’s kein Morgen. Doch Hilde ist ein anständiges Mädchen und weist seine Ansinnen zurück, da sie den Junggesellen Winter für verheiratet glaubt. Hilde glaubt ihm kein Wort, als er beteuert, in Wahrheit Junggeselle zu sein, und so muss der Sänger noch einmal in die Rolle der Ada Winter schlüpfen, um sich vor Hildes Augen zurück in einen Mann zu verwandeln. Es folgt der Auftritt „Ada Winter“ in voller Kostümierung – da stürmt der aus Bozen heimgekehrte Herr Meier herein und macht der falschen Ada heftige Vorwürfe, dass „sie“ nicht, wie versprochen, in den Süden Tirols nachgereist sei. „Ada“ setzt sich vor Schreck erst einmal hin, da lugt unterm Rock eine Herrenhose hervor. Wütend reißt man dem verkleideten Tenor die Perücke vom Kopf, und Hilde, hocherfreut darüber, dass es die Winter-Gattin tatsächlich nicht gibt, fällt ihrem Sänger-Liebsten um den Hals.

## Produktionsnotizen
Pension Lampel entstand wohl im Sommer 1915 im Union-Atelier in Berlin-Tempelhof, passierte im September desselben Jahres die Filmzensur und wurde spätestens im Dezember 1915 uraufgeführt. Aufführungen sind am 4. Dezember 1915 in Karlsruhe und am Silvestertag desselben Jahres in Wien nachzuweisen. Der mit Jugendverbot belegte Dreiakter besaß eine Länge von rund 1350 Metern.

## Kritik
„In diesem Lustspiele ist neben der tollen Handlung besonders die glänzende Leistung Albert Pareligs [sic!], dessen Komik wohl kaum übertroffen werden kann, hervorzuheben. (…) Regie und Darsteller machen dieses Lustspiel zu einem wahrhaften Schlager. (…) Die Szenen, in denen Paulig in rascher Folge einmal als Herr und einmal als Frau Winter erscheint, wirken geradezu zwerchfellerschütternd.“